# Кенаса (Севастополь)
Севастопольська кенаса — культова споруда караїмів, пам'ятка архітектури кінця XIX — початку XX століття а в Севастополі.

## Історія створення
У другій половині XIX ст. караїмський молитовний будинок розміщувався в найманому приміщенні. 1884 року караїмське товариство придбало місце на вулиці Великій Морській для будівництва кенаси. Проект будівлі затвердили 1896 року, але через відсутність коштів будівництво затяглося.
Кенаса була побудована через збільшення чисельності караїмської громади в 1896-1908 роках на вулиці Великій Морській, поруч зі старим будинком кенаси, спорудженим в 1891-1896 роках. Севастопольська караїмська громада становила 1897 року 446 осіб. Церемонію освячення було проведено 14 травня 1908 року . Фасад будівлі був пишно оздоблений. Кенаса використовуввалася з культовою метою до початку 1930-х років.

## Сучасний етап
У лютому 1931 року кенасу закрили, потім у ній розмістився спортивний зал товариства «Спартак». Під час Другої світової війни будівля істотно постраждала: було зруйновано дах і боковий фасад. 1953 року за проектом архітектора А. В. Бобкова, будівлю (вул. Велика Морська, д.24) було відновлено, а головний вхід з північного боку був перенесений на південний, до початкових номерів вулиці. Зараз будівля використовується різними організаціями й приватними підприємствами.

## Служителі кенаси
- Тобія Леві Бобович (1879—1956) — газзан в Севастополі в 1910—1930 рр..
- Шемарія Езрович Ерінчек — шамаш (1917 р.).
- Ісаак Веніамінович Бейм — габбай (1917 р.).